# Сьвебодув
Сьвебодув (пол. Świebodów) — село в Польщі, у гміні Крошниці Мілицького повіту Нижньосілезького воєводства.
Населення — 252 особи (2011).
У 1975-1998 роках село належало до Вроцлавського воєводства.

## Демографія
Демографічна структура станом на 31 березня 2011 року:
|          | Загалом | Допрацездатний вік | Працездатний вік | Постпрацездатний вік |
| -------- | ------- | ------------------ | ---------------- | -------------------- |
| Чоловіки | 144     | 29                 | 106              | 9                    |
| Жінки    | 108     | 19                 | 66               | 23                   |
| Разом    | 252     | 48                 | 172              | 32                   |